# Городской стадион (Борисов)
Городской стадион — многофункциональный стадион в городе Борисов (Беларусь). Максимальная вместимость — 5402 человека. Является домашним стадионом дублирующего состава футбольного клуба БАТЭ (до постройки «Борисов-Арены» являлся домашним стадионом основной команды БАТЭ).

## Общие данные
Адрес: 222120, Борисов, ул. Гагарина, 46

## Основные характеристики стадиона
Стадион соответствует второй категории по рейтингу стадионов УЕФА.
- Год постройки: 1959
- Вместительность: 5402 места
- Информационное табло: 1 (6×11 м), электронное, однооцветное, с бегущей строкой
- Осветительные мачты: 4, суммарная мощность — 1610 люкс
- Количество парковочных мест: 28 (внутри стадиона) и 400 (за его пределами)

Поле
- Размер игрового поля: 105×68 м
- Газон: естественный, травяной, с системами полива и подогрева

Трибуны
- Количество трибун: 2
- Западная трибуна: 3156 мест (6 секторов), здесь расположены раздевалки играющих команд и пресс-центр
- Восточная трибуна: 2180 мест (5 секторов), оборудована козырьком, 1-й сектор — для фанатов гостей, 5-й сектор — для фанатов хозяев.

На территории стадиона расположены дополнительное тренировочное поле, хоккейная коробка и теннисные корты. Поле стадиона окружено асфальтовой беговой дорожкой.

## История

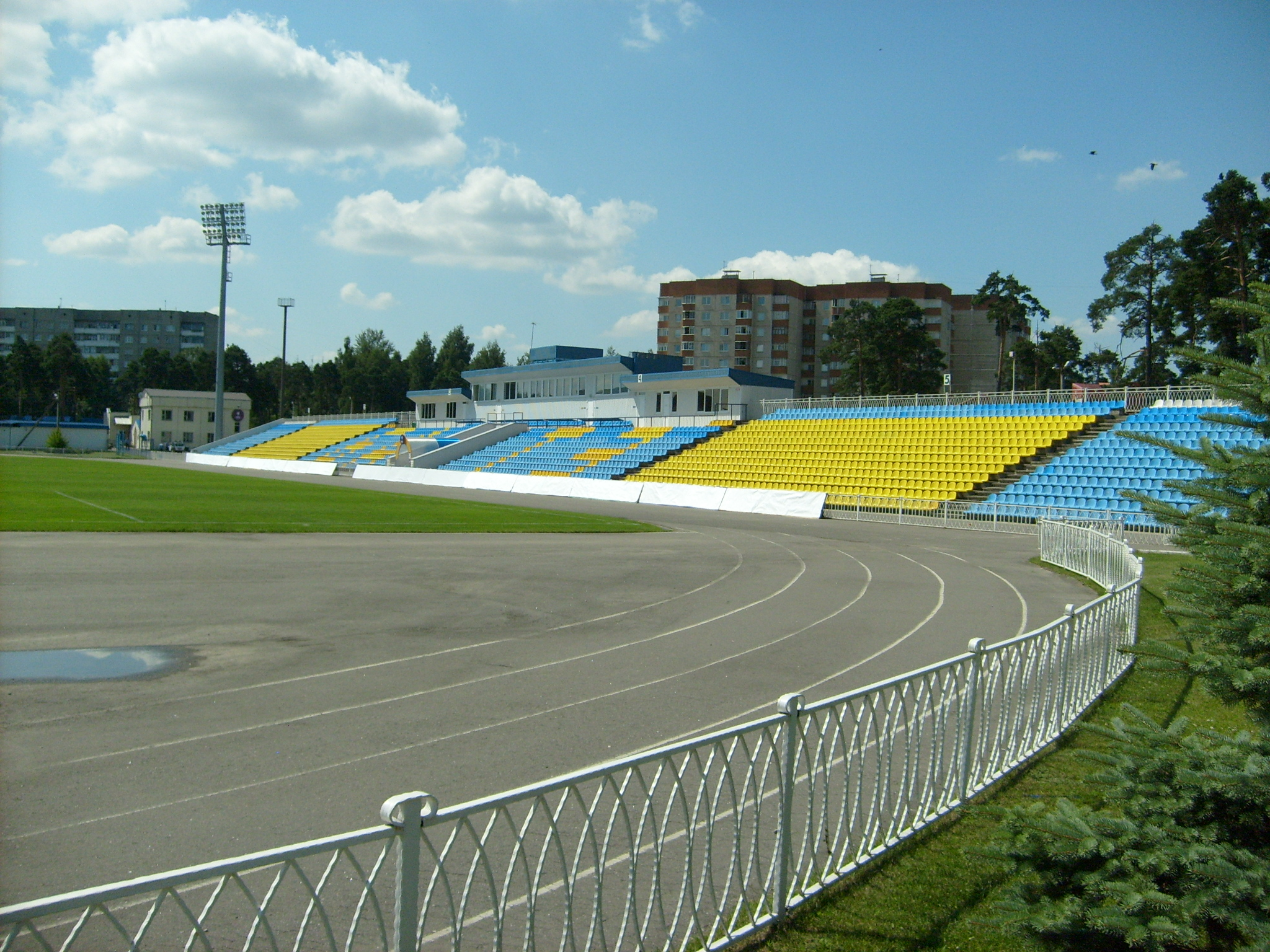
Западная трибуна городского стадиона.

Стадион был построен в 1959 году и первоначально имел всего одну трибуну вместимостью 2600 мест. На нём играли городские команды, в их числе «Фомальгаут», в 1995 году выступавший во Второй лиге (втором по силе дивизионе первенства Беларуси).
Масштабная реконструкция стадиона была проведена в 1998—2001 годах, после того, как ФК БАТЭ получил право участвовать в Высшей лиге чемпионата страны. Вместимость единственной трибуны была увеличена до 3 100 зрителей, полностью перестелили газон. Тогда же было заложено тренировочное поле, установлена компьютерная система полива «Rain-Bird», реконструироованы подъездные пути, инженерные сети, оборудованы пресс-центр, ложа почетных гостей и комментаторские кабины.
В 2002 году была построена восточная трибуна, вместимость стадиона увеличилась до 5402 мест. На обеих трибунах были установлены индивидуальные пластиковые кресла. Был уложен новый, качественный газон, поле оборудовали системой полива. Через два года установили большое электронное информационное табло, ещё через год — 4 мачты искусственного освещения. В 2008 году над восточной трибуной появился козырёк из стали, алюминия и поликарбоната.
В июне 1998 года борисовский городской стадион был принят европейской комиссией УЕФА и получил право на проведение международных матчей. ФК БАТЭ проводил на стадионе матчи квалификационных раундов еврокубков. Также на стадионе проводит свои домашние матчи молодёжная сборная Беларуси по футболу.
В начале мая 2013 года на стадионе была смонтирована система подогрева газона.

## Факты
- Летом 2009 года на стадионе прошли матчи финального турнира чемпионата Европы по футболу среди девушек до 19 лет[3]. Стадион принял два матча группового турнира и финальный матч между командами Англии и Швеции.
- На территории стадиона функционирует вещевой рынок.